# Hypochilidae
Hypochilidae Marx, 1888 è una famiglia di ragni appartenente all'infraordine Araneomorphae.

## Etimologia
Il nome deriva probabilmente dal greco ὑπό, ypò, cioè sotto, inferiore, minore e χεἳλος, chèilos, cioè labbro, nello specifico si riferirebbe ai cheliceri, ed il suffisso -idae, che designa l'appartenenza ad una famiglia.

## Caratteristiche
I ragni di questa famiglia sono fra i più primitivi del sottordine Araneomorphae. Sono anche chiamati ragni abat-jour per la particolare forma a paralume che contraddistingue le loro tele.
A somiglianza dei migalomorfi, hanno i polmoni a guisa di libro, cioè costituiti da sottilissimi foglietti; caratteri comuni agli araneomorfi sono invece le zampe segmentate e alquanto lunghe.

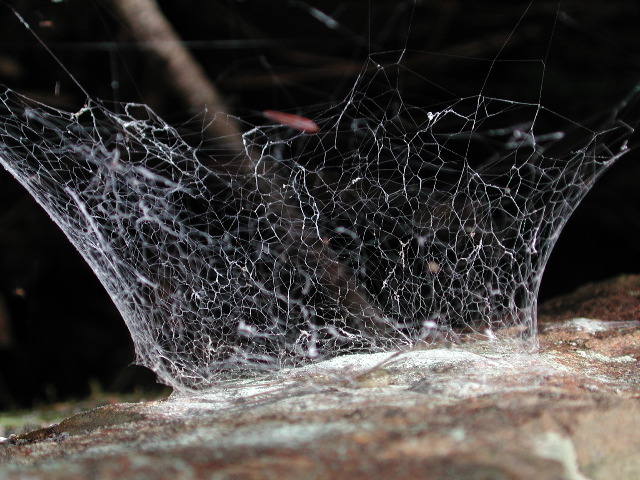
ragnatela "a paralume" di Hypochilidae

## Comportamento
In genere costruiscono le loro tele in luoghi coperti e con poca luce: in piccole grotte o sotto rami nel folto della boscaglia.

## Distribuzione
Le specie conosciute del genere Hypochilus sono diffuse soprattutto negli USA, principalmente nelle Montagne Rocciose, sugli Appalachi e in gruppi montuosi della California. Il genere Ectatosticta è tipico invece della Cina.

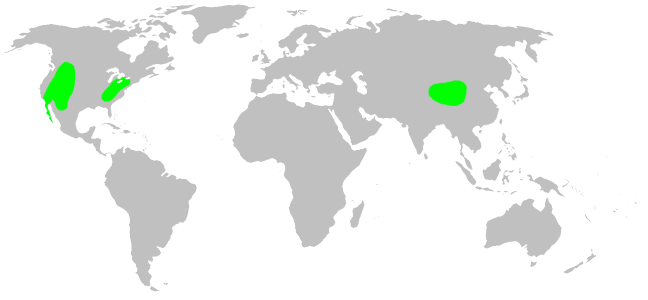
Hypochilidae - areale

## Tassonomia
Attualmente, a novembre 2020, si compone di due generi e 14 specie:
- Ectatosticta Simon, 1892 — Cina
- Hypochilus Marx, 1888 — USA